# Joseph Holbrooke
Joseph Charles Holbrooke (5. července 1878 Croydon Anglie – 5. srpna 1958 Londýn) byl anglický hudební skladatel, dirigent a klavírista.

## Život
Joseph Charles Holbrooke se narodil 5. července 1878 v londýnské části Croydon. Jeho otec, rovněž Joseph, byl hudebníkem v music hallech a učitelem hudby. Matka, Helen, byla skotskou zpěvačkou. Rodina cestovala s divadelními společnostmi po celé zemi. V roce 1880 zemřela matka na tuberkulózu a otec se s dětmi usadil v Londýně. Hrál na klavír v Collins' Music Hall, Islington a později v Bedford Music Hall. Malý Joseph hrál od dětství pod vedením svého otce na klavír a na housle. V roce 1893 vstoupil na Královskou hudební akademii kde studoval skladbu u Fredericka Cordera a hru na klavír u Fredericka Westlaka. Již během studia na konservatoři zkomponoval několik skladeb (klavírní miniatury, písně a komorní hudbu), které byly i provedeny studentských koncertech. Obdržel několik cen: Potter Exhibition (za klavír, 1895), Sterndale Bennett Scholarship (1896), Heathcote Long Prize (1896) a závěrečnou Charles Lucas Prize (za Pantomime Suite pro smyčce, 1897).
Po absolvování Akademie vystřídal Joseph řadu povolání. V roce 1898 doprovázel na turné po Skotsku music-hallového zpěváka Arthura Lloyda. Turné nebylo úspěšné a Joseph se musel vrátit ke svému otci do Londýna. Přestěhovali se do Harringay, kde začal učit soukromě hudbu. Ani tento projekt však nebyl finančně úspěšný. V té době si změnil jméno z Holbrook na Holbrooke, patrně proto, aby se vyhnul záměně se svým otcem. Krátce sloužil jako hudební společník reverenda Edwarda Stewarta Bengougha v Horncastlu v Lincolnshire. Během vánoční sezóny 1899–1900 působil jako dirigent pantomimy Aladinova lampa, ale i ta zkrachovala.
Zvrat v Holbrookově kariéře nastal v roce 1900. Dirigent orchestru v Crystal Palace August Manns přijal k provedení několik jeho skladeb, které měly neočekávaný úspěch. Za svůj Sextet f-moll získal Lesley Alexander Prize a obdržel pozvání Granville Bantocka, aby se stal učitelem hudby na Birmingham and Midland Institute School of Music. V roce 1902 se vrátil do Londýna, kde uvedl s úspěchem řadu svých orchestrálních skladeb a získal další ocenění. 14. července 1914 uvedl v Theatre Royal, Drury Lane, operu Dylan pod taktovkou dirigenta Artura Nikische. Vedle toho se stal i oblíbeným koncertním klavíristou.
Po 1. světové válce začal zájem o Holbrookovo dílo klesat, přestože se skladatel obracel i k lehčím hudebním žánrům. Ve dvacátých letech s nadšením také přijal jazzové rytmy. V té době začal trpět hluchotou, která sice neovlivňovala jeho hudební tvořivost, ale ztěžovala mu komunikaci s okolním světem. Zemřel v Londýně 5. srpna 1958.

## Vybraná díla

### Jevištní díla
- The Stranger (opera, 1908) - originální název je Pierrot and Pierrette
- The Cauldron of Annwn (hudebně-dramatický cyklus, 1908-20):
  - Dylan (Londýn, 1914)
  - The Children of Don (Londýn, 1912)
  - Bronwen (1920)
- The Enchanter (opera-balet 1914)
- The Masque of the Red Death (balet, 1913)
- Pandora (balet, 1919)
- The Sailor's Arms (opereta, 1930)
- The Snob (opera, 1920)
- Aucassin and Nicolette (balet 1935)
- Tamlane (opera-balet, 1943)

### Orchestrální skladby
- Pontorewyn, Welsh Suite
- Three Blind Mice Variations (1900)
- Les Hommages suite (1904)
- The Girl I Left Behind Me (1905)
- Auld Lang Syne Variations (1906)
- Symfonie č. 1: Homage to Edgar Allan Poe (1907)
- Symfonie č. 2: Apollo and the Seaman (sbor a orchestr, 1907)
- Symfonie č. 3: Ships (1925)
- Symfonie č. 4: The Little One - Homage to Schubert (1928)
- Symfonie č. 5: Wild Wales (žesťový soubor, 1930)
- Symfonie č. 6: Old England (vojenská hudba, 1928)
- Symfonie č. 7 pro smyčce (1929;)
- Symfonie č. 8: Dance Symphony (klavír a orchestr, 1930)
- Symphonietta pro 14 dechových nástrojů (1930)
- Amontillado (1935)

Koncerty
- Klavírní koncert č. 1: The Song of Gwyn-ap-Nudd (1908)
- Houslový koncert: The Grasshopper Leeds (1917)
- Koncert pro saxofon (1927)
- Klavírní koncert č. 2 L'Orient (1928)
- Violoncellový koncert E-dur: The Cambrian (1936)
- Concerto Tamerlane (Cl/Sax/Vn, Bn/Vc, malý orchestr, 1939)
- Concerto (Fl, Cl, Cor Ang, Bn)

Symfonické básně
- The Raven (1900)
- The Viking (1901)
- Ulalume (1903)
- Byron (1904)
- Queen Mab (1902)
- The Bells (1903)
- The Birds of Rhiannon (1920)
- Fantasy The Wild Fowl
- The Pit and the Pendulum
- The Maelstrom

### Komorní hudba
- Smyčcový kvartet č. 1 D-dur (Departure, Absence, Return, 1890)
- Fantasie-Sonate (violoncello a klavír, 1904)
- Sextet (klavír a smyčce, 1906)
- Klavírní kvartet g-moll (1905)
- Klarinetový kvintet (1910)
- Trio (lesní roh, housle, klavír, 1902)
- Klavírní kvartet d-moll: Byron (1902)
- Sextet Israfel (klavír, dechové nástroje nebo smyčce, 1901)
- Smyčcový sextet D-dur: Henry Vaughan (1902)
- Klavírní kvintet: Diabolique (1904)
- Sextet In Memoriam (klavír, smyčce, 1905)
- Fairyland Nocturne (hoboj, viola, klavír, 1912)
- Smyčcový kvartet č. 2 Belgium - Russia, 1915;
- Houslová sonáta č. 2 Romantic (1917)
- Smyčcový kvartet č. 3 Pickwick Club (1916)
- Houslová sonáta č. 3 Orientale (1926)
- Irene Nonet,
- Fagotový kvintet Eleonora
- Octet

### Klavírní skladby
- Ten Rhapsodie Etudes (1898-1905)
- Ten Mezzotints (1906)
- Jamaica Melodies
- Celtic Suite
- Barrage
- Cambrian Ballades (Dolgelley, Penmachno, Tan-y-Grisiau, Maentwrog)
- Bogey Beasts
- Eight Nocturnes (1939)
- Sonata Fantasie č. 1: The Haunted Palace
- Sonata Fantasie č. 2: Destiny